# Kendó

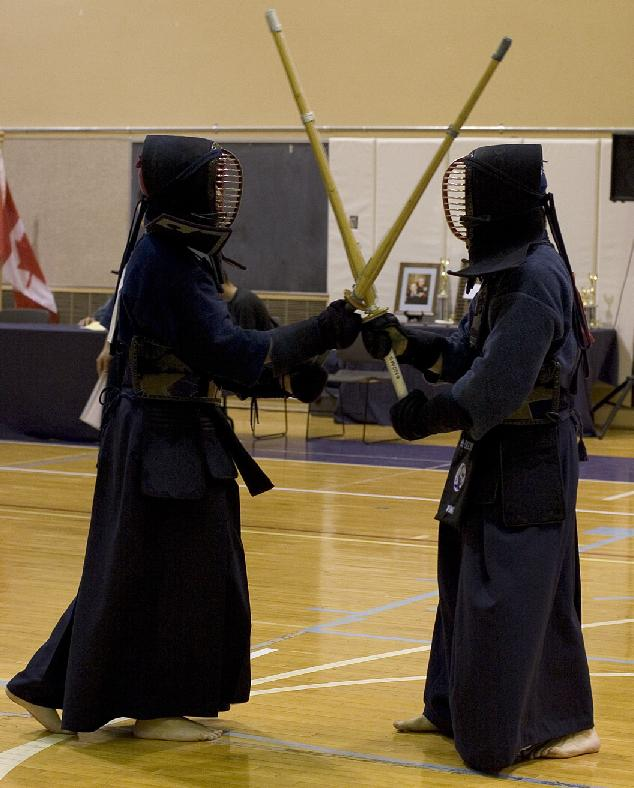
Teljes fegyverzetben

A kendó (剣道), vagyis a kard útja, a vívás japán harcművészete. A kendó a kendzsucuként ismert japán kardforgatás hagyományos technikáiból fejlődött ki.
A kendó egy fizikailag és szellemileg is erőt próbáló tevékenység, mely a kemény harcművészeteket ötvözi a sportos fizikai elemekkel.
A kendót gyakorlók más néven a kendókák, vagyis „akik kendót gyakorolnak”, vagy kensik, tehát „kardos emberek”.
A kendót a hagyományosan megtervezett öltözetben és védőpáncélban gyakorolják (bógu), egy vagy két bambusz kardot forgatva (sinai) fegyverként. A kendó úgy is tekinthető, mint egy japán kardvívási stílus. A kendóban a mozgások különböznek az európai vívástól, ugyanis eltérő a kard formája csakúgy, mint a mód, ahogyan azt használják. A nyugati stílusú vívástól eltérően a kendó vágásokat, illetve szúrásokat alkalmaz a sinai meghatározott élével és csúcsával. Egy kendó edzés meglehetősen zajos más harcművészetekkel vagy sportágakkal összehasonlítva. Ennek az az oka, hogy a „kendóka” kiáltást, úgynevezett kiait használ harci kedvének megmutatására, amikor egy vágást kivitelez, elülső lábfeje dobbantáshoz hasonló mozgással ütődik a talajhoz, melynek fumikomi a neve.
Bizonyos becslések szerint közel nyolcmillió ember gyakorolja a kendót világszerte, közülük csupán Japánban kb. hétmillió. A Kódansa Meibo (高段者名簿, az Összjapán Kendószövetség dannal rendelkező tagjainak jegyzéke) szerint 2003 januárjában Japánban 1,3 millió regisztrált dan fokozattal rendelkező kendós volt. A dan fokozattal nem rendelkező kendósok száma ebben a számban nincs benne: ezen kendókák száma jelentősen felülmúlná a dan fokozattal rendelkezőkét.
A kendó része a modern japán budónak, és a japán harcművészetek lényegét testesíti meg.

## Történet
Japánban a legkorábbi „szamuráj” uralom óta, a Kamakura korszak idejétől (1185-1233) a kardvívás a lovaglás és a kyudo mellett a fő harcias elfoglaltság volt a hadsereg csoportjai számára. Ebben a korszakban a kendó a zen buddhizmus erős befolyása alatt fejlődött. Amint a buddhista szellemiség szerint az élet és halál megkülönböztetése csupán látszólagos, a szamuráj is elfogadhatta saját életének semmibe vételét a csata hevében - amit szükségesnek tartottak az egyéni küzdelem megnyeréséhez.

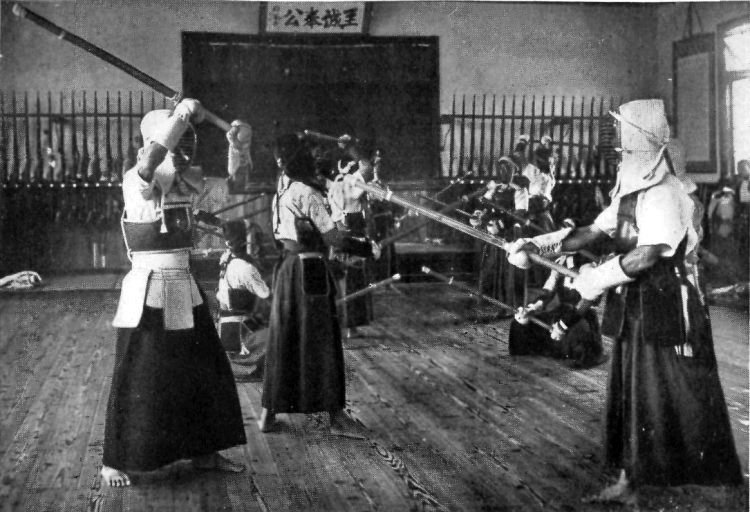
Kendo egy japán mezőgazdasági iskolában 1920 körül

Egyes kardvívók kendó iskolákat alapítottak, melyek évszázadokig működtek, és melyek a mai kendó edzések alapját létrehozták. Az iskolák elnevezése az alapító felvilágosultságának lényegét mutatja. Így például az Itto-ryu (Egy Kard Iskola) az alapító azon elgondolására utal, mely szerint minden lehetséges kardvágás egyetlen alapvető vágásban benne lakozik, és abból származik. A Muto (Kardnélküli Iskola) az alapító, Yamaoka Tesshu felfogását tükrözi, aki szerint „Nincs más kard, csak az elme.” A Munen Muso-ryu (Nincs szándék, nincs előítélet) egyszerűen azt a véleményt fejezi ki, mely szerint a kendó túlmutat a megfontolt gondolkodáson.
A formális kendó gyakorlatok, a „katák” évszázadokkal ezelőtt alakultak ki, és még ma is tanítják őket.
A bambuszból készült gyakorló kardok (sinai) és a páncél (bógu) bevezetése a kendó gyakorlásába Naganuma Sirozaemon Kunisato (Jikishin Kage-ryu) nevéhez fűződik (1688–1767). Ezt tekintik a modern kendó megszületésének. A sinai és a páncél használata lehetővé tette a vágások és csapások teljes erejű kivitelezését anélkül, hogy az ellenfélnek sérüléseket okoztak volna.
Ezek az előnyök a formagyakorlatokkal egyetemben a modern kendó alapjait jelentik.
Az olyan elgondolások, mint a „musin” vagy az „üres elme”, melyek a Zen elemeiként is megjelennek, alapvetően szükséges képességek a magasabb szintű kendóhoz. A „fudosin”, másképpen a „mozdulatlan elme” alapvető tulajdonsága a Fudo Myo-O istenségnek, aki egyike a Shingon buddhizmus öt „Fény Lovagjának”. A „fudosin” arra utal, hogy a kendókát nem vezetheti félre a harag, kétség, félelem vagy meglepettség, mely az ellenfél akcióiból ered. Így manapság hasonló, a szellemi felvilágosodásért folytatott küzdelmekben lehet részünk, melyeket a régi korok szamurájai vittek véghez.
A Dai Nippon Butoku Kai 1895-ben alakult azzal a céllal, hogy megszilárdítsa, népszerűsítse és egységesítse a harci tanításokat és rendszereket Japánban. A DNBK a gekiken („ütő kard”) elnevezést 1920-ban változtatta kendóra. A kendót (más harcművészetekkel egyetemben) 1946-ban a Japánt megszálló erők betiltották. Ez része volt a „militarista és nacionalista személyek eltávolításának és kizárásának a társadalmi életből” válaszul a harcművészetek oktatásának militarizálására, mely a háborús Japánban történt. A kendó 1950-ben került vissza a tananyagba (először mint „shinai kyougi”, vagyis „sinai verseny”, majd aztán 1952-től mint „kendó”.

## Modern gyakorlat
A kendót ideális helyzetben egy ilyen célból épített úgynevezett dódzsóban gyakorolják, bár hagyományos sportcsarnokokat és más helyszíneket is gyakran használnak helyette. Egy alkalmas helyszín tiszta és kellően rugalmas padlózattal rendelkezik, amely megfelel a speciális dobbantó lábmunkának, melyet a mezítlábas gyakorlók használnak.
A modern kendóban vágások és döfések vannak. A vágásokat csak meghatározott célfelületeken – más néven datocu-bui - szabad végrehajtani, a csuklókon, a fejen és a testen, melyeket mind véd a bógu. Ezek a célpontok a men (a fej tetején), szaju-men és joko-men (a fej felső jobb és bal oldalán), a jobb kote - minden esetben a csuklón, a bal kote - azon esetekben, amikor a csukló emelt pozícióban van (mint például a dzsódan-no-kamae vagy más néven dzsódan), és a dó a test bal illetve jobb oldalán. A döfések csak a toroknál engedélyezettek (cuki). Mindazonáltal, mivel a helytelenül végzett döfés megsértheti a nyakat, a döfő technikák a szabad gyakorlásnál és a versenyeken gyakorta csak a magasabb dan fokozatú kendókák számára használhatóak.

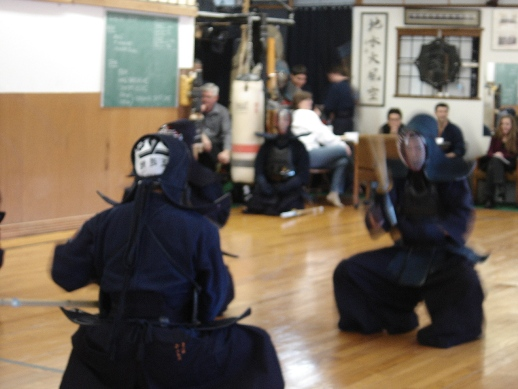
Kendókák harc előtt szonkjó helyzetben.
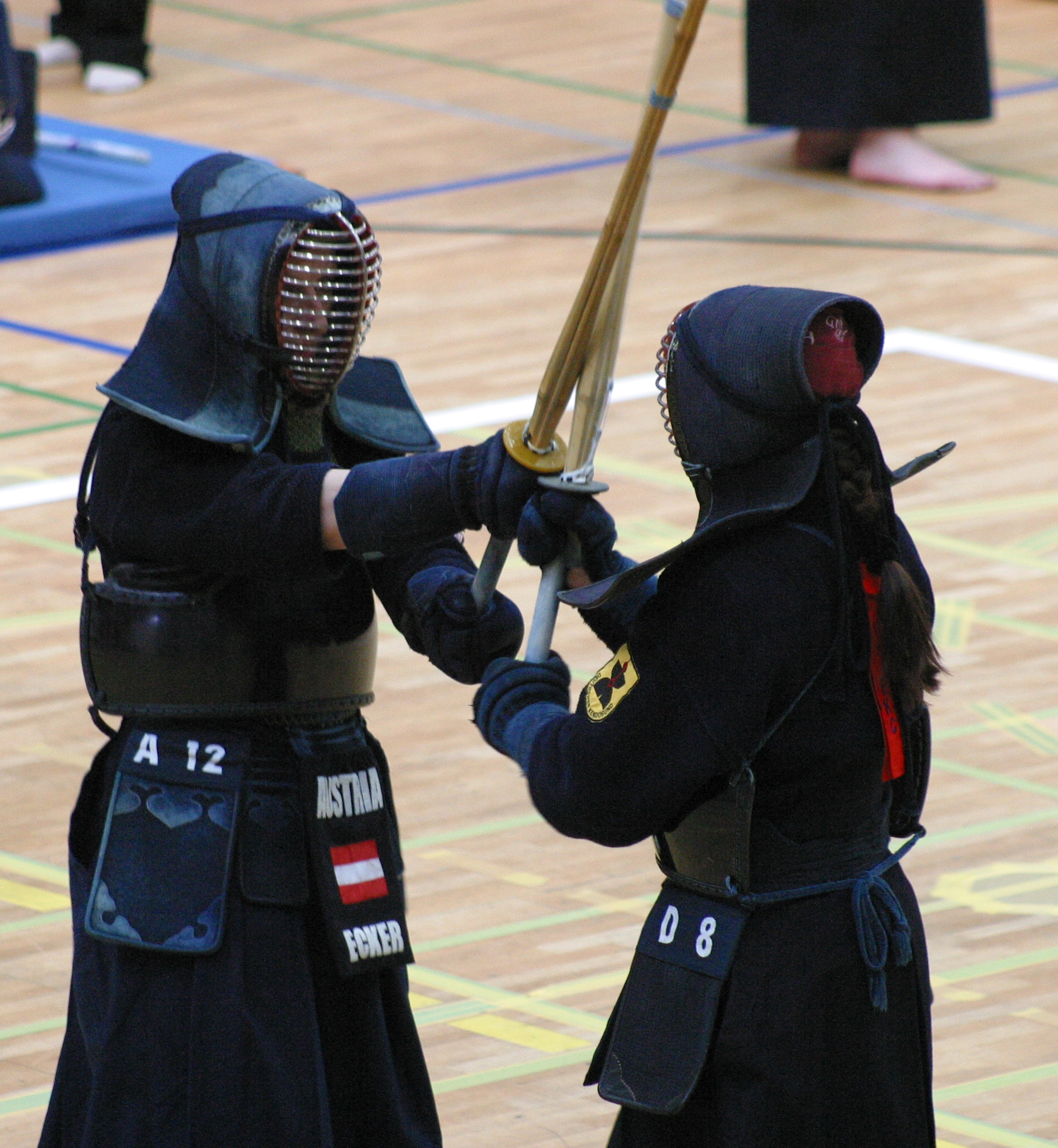
Kendókák cuba zeriai helyzetben.
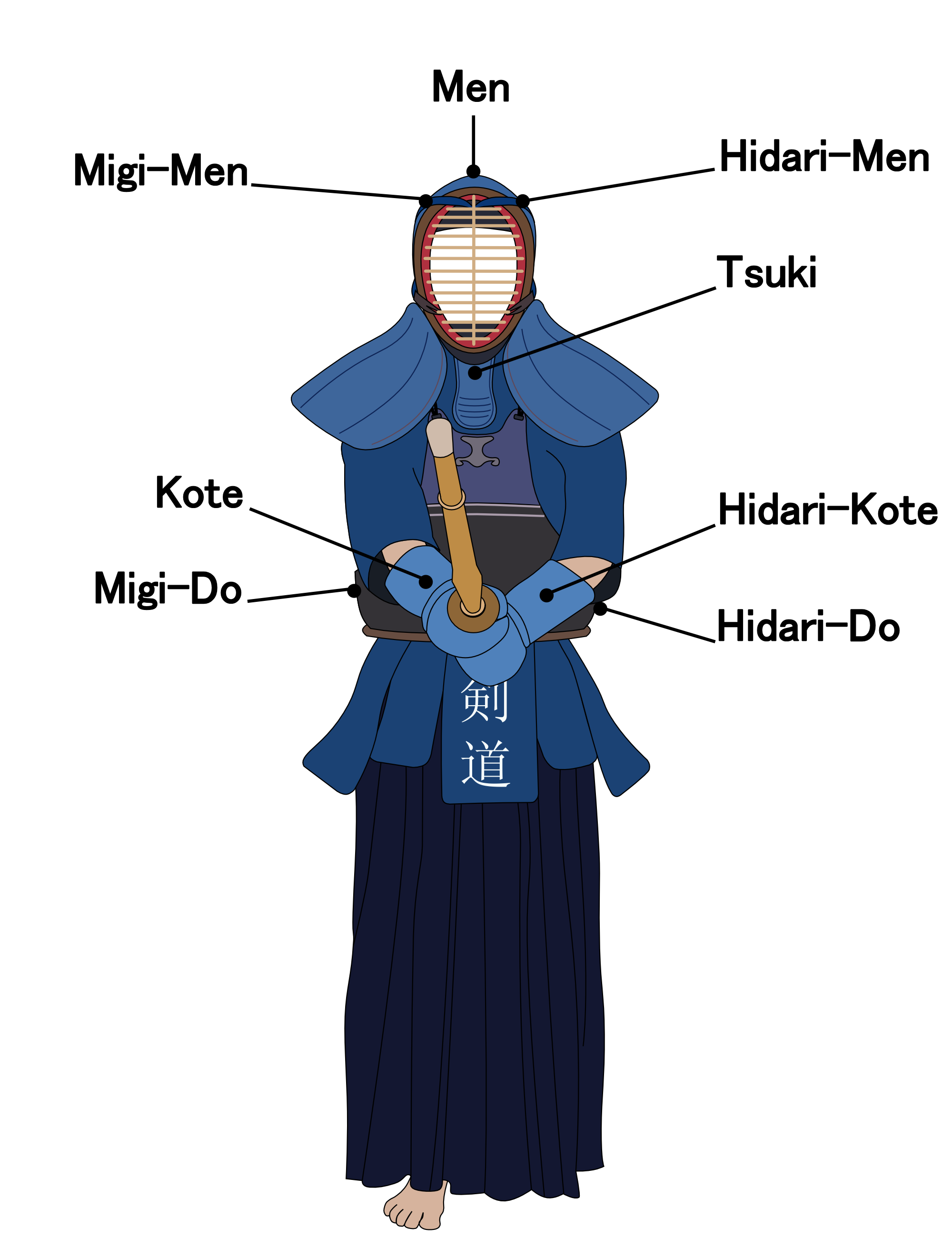
A kendó célpontjai, vagyis a datocu-bui.
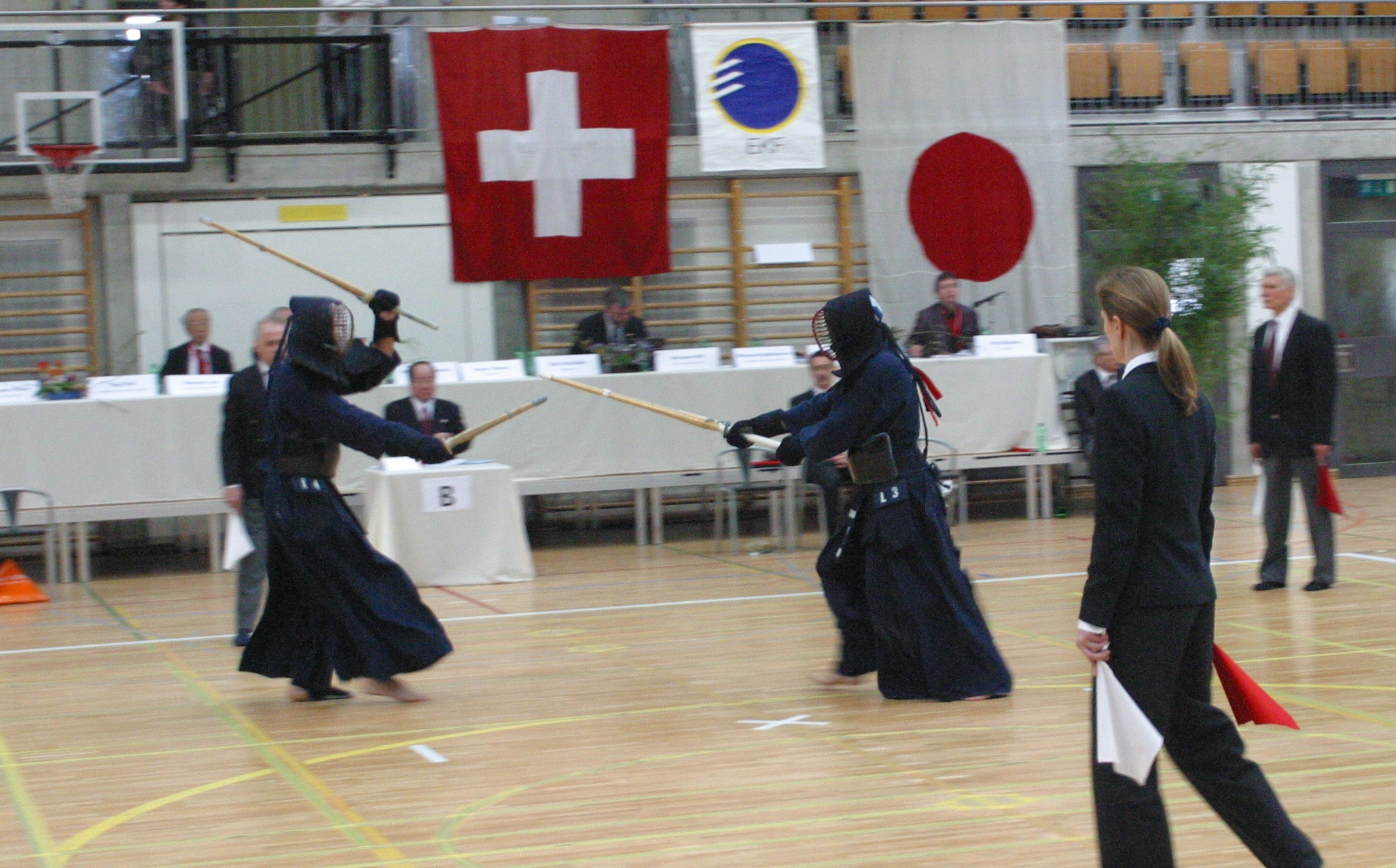
Két kendóka, a bal oldali nitó (két kardos stílus)-ban küzd, a jobb oldali ittó (egy kardos stílus)-ban harcol.

Amint egy kendóka bóguban kezd el gyakorolni, a gyakorló edzés néhány vagy minden módszert magában foglal az alábbiak közül:
- Kiri-kaesi: sikeres vágás a bal és jobb menre, középre vágás, megfelelő távolság és helyes technika, miközben a szellemet és az állóképességet erősíti.
- Vaza-geiko: a vaza vagy más néven a technikák gyakorlása az, melyben a tanuló megtanulja használni a kendó számos technikáját egy segítő társával.
- Kakari-geiko: rövid, intenzív támadási gyakorlat, mely megtanítja a folyamatos készenlétet, a képességet, hogy támadjunk, akármi is volt az előzmény, emellett erősíti a szellemet és az állóképességet.
- Ji-geiko: szabad gyakorlás, amikor a kendókának lehetősége nyílik kipróbálni egy ellenféllel szemben, mit tanult.
- Gokaku-geiko: két egyforma tapasztalatú kendóka közös gyakorlása.
- Hikitate-geiko: egy idősebb kendóka irányítja egy fiatalabb kendóka gyakorlását.
- Siai-geiko: verseny-gyakorlás, melyet döntőbírók figyelnek.

## Versenyzés
A „siaiban”, más szóval a versenyen csak akkor lehet pontot elérni, ha a támadást a cél ellen határozottan és pontosan hajtják végre az úgynevezett ki-ken-tai-icsi-vel, vagyis a szellem, a kard és a test mozgásának egységével. Ez azt jelenti, hogy a támadás akkor lesz csak sikeres, ha a sinai pontosan találja el a célpontot, ha a találattal egy időben érkezik a támadó első lábfeje dobbantva a padlóra, és a kendóka igazi harci szellemét a kiai kiáltás jelzi.
Emellett a célt a sinai felső harmadának kell eltalálnia, és a kard mozgásirányának (ez a haszudzsi) is pontosnak kell lennie. Végül a zansinnak, vagyis a folyamatos tudatosságnak is fenn kell állnia a vágás előtt, alatt és után is, tehát a kendókának képesnek kell lennie egy újabb támadás kivitelezésére.
A versenyeken általában három bíró (sinpan) van. Mindegyikük egy-egy vörös és fehér zászlót tart a két kezében. A pontok jelzéséhez a sinpan felemeli azt a zászlót, amelyiknek a színe a pontot elért versenyző által viselt szalaggal egyezik meg. Általában legalább két sinpannak egyet kell értenie az eredményt illetően a pont odaítéléséhez. A küzdelem addig folytatódik, amíg be nem jelentik a pont elérését.
Az első versenyző, aki két pontot ér el, megnyeri a küzdelmet. Ha elérik az időkorlátot, az a versenyző nyer, aki már elért egy pontot.
Holtverseny esetén több megoldás is lehetséges:
- Holtversenyt jelentenek be.
- Hosszabbítás lesz (encsó), és az első pontot elérő versenyző nyer.
- A hantei során a három sinpan döntésével választják ki a győztest, mégpedig úgy, hogy a bírók szavaznak a választottukra. Ez a zászlók egyidejű felemelésével történik meg.

## A Kendó eszmeisége és céljai
1975-ben az Összjapán Kendó Szövetség kidolgozta, majd megjelentette a A Kendó eszmeisége és céljai című művet.
Így fogalmazták meg az eszmeiséget:
A kendó eszméje az emberi természet fegyelmezése a japán kard alapelveinek elsajátítása által.
A kendó gyakorlásának célja:
az elme és a test formálása,
az életerős szellem művelése,
a helyes és szigorú gyakorlás révén
a fejlődésre való törekvés a kendó művészetében,
az emberi becsület és udvariasság tiszteletben tartása,
a másokkal való őszinte bánásmód,
valamint örökké tartó törekvés önmagunk művelésére.
Ezáltal a kendó gyakorlója képessé válik,
hogy szeresse hazáját és embertársait,
hozzájáruljon a kultúra fejlődéséhez,
és előmozdítsa a békét és a jólétet minden ember között.

## Felszerelés és ruházat

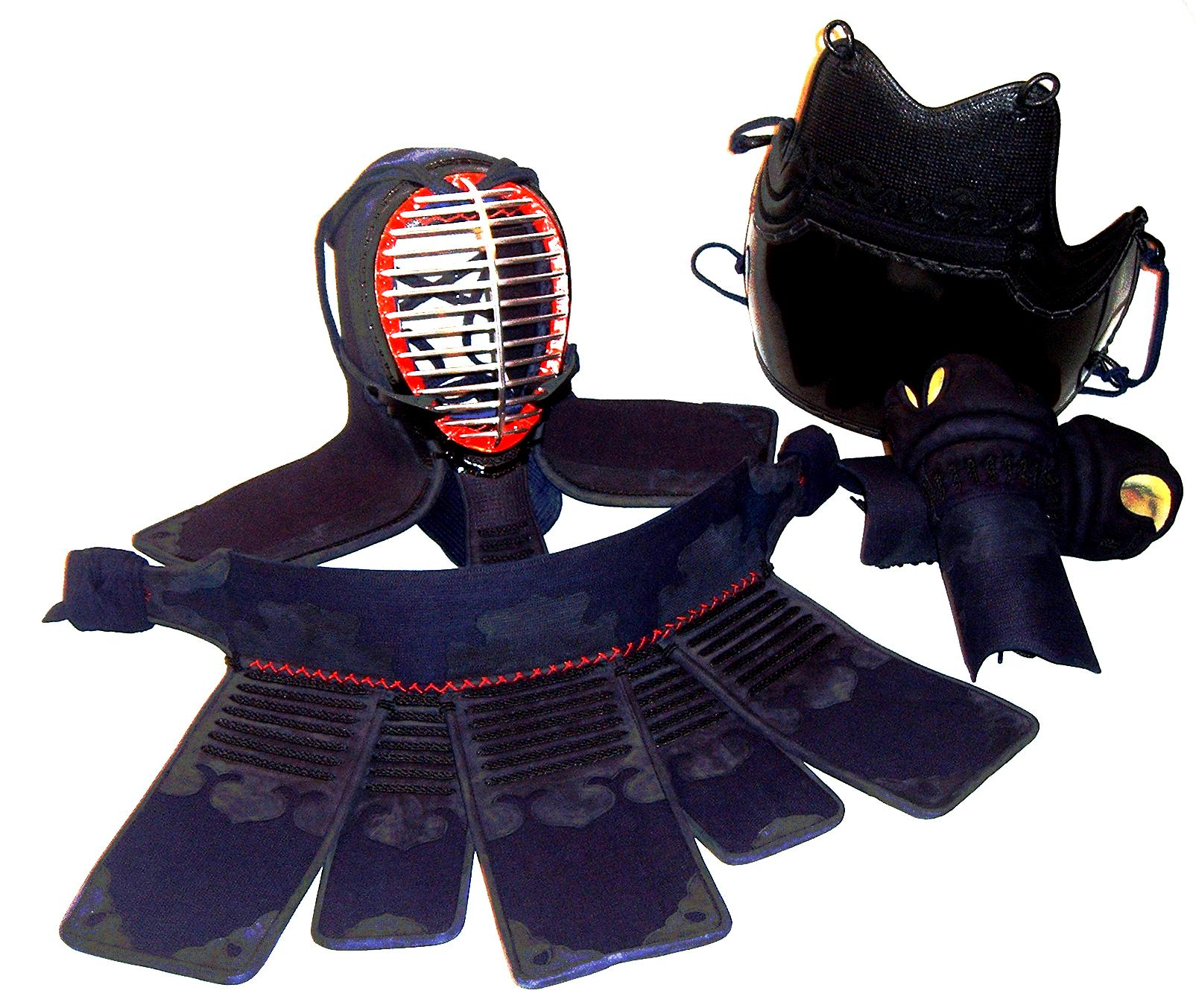
Bógu készlet
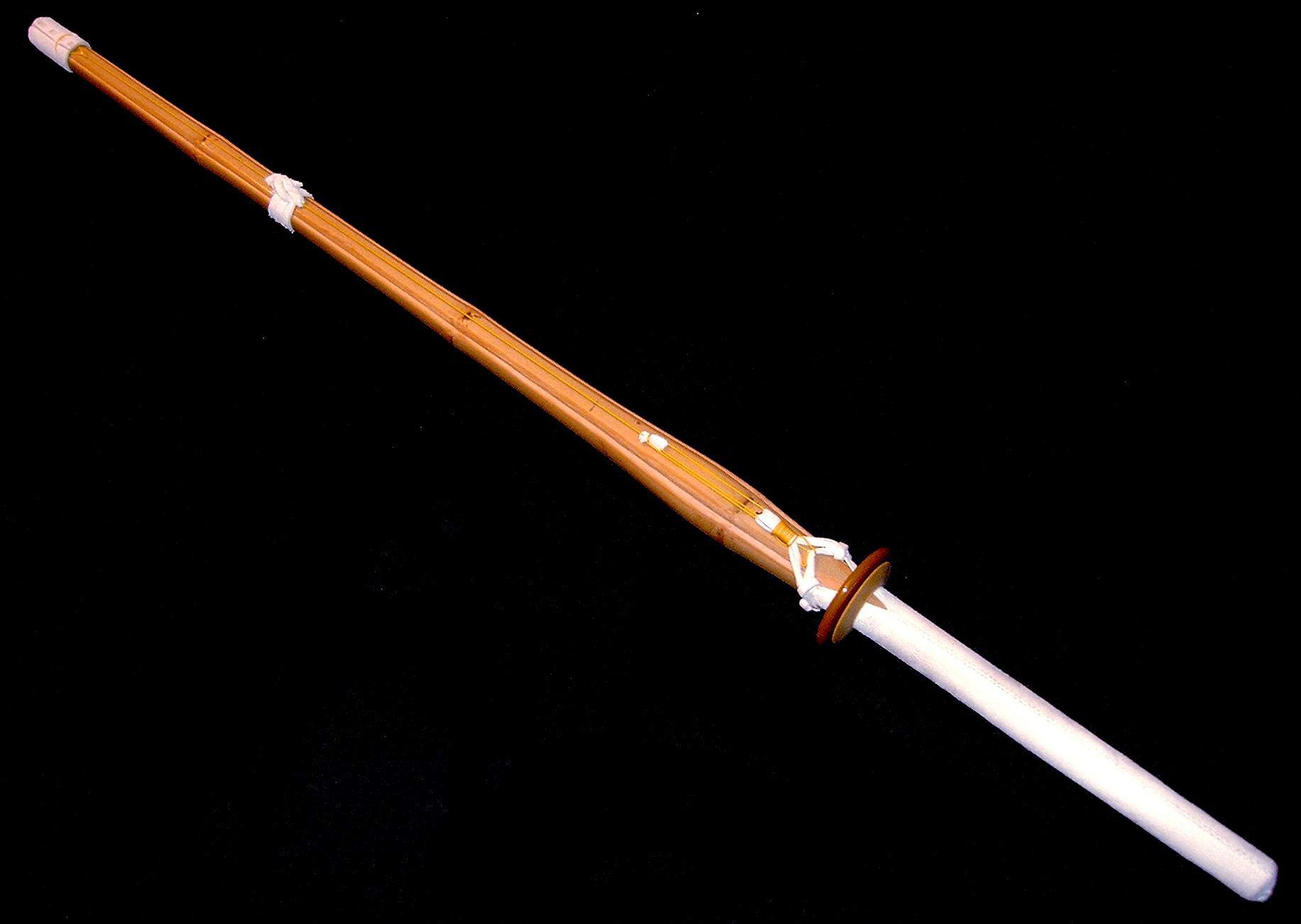
A sinai
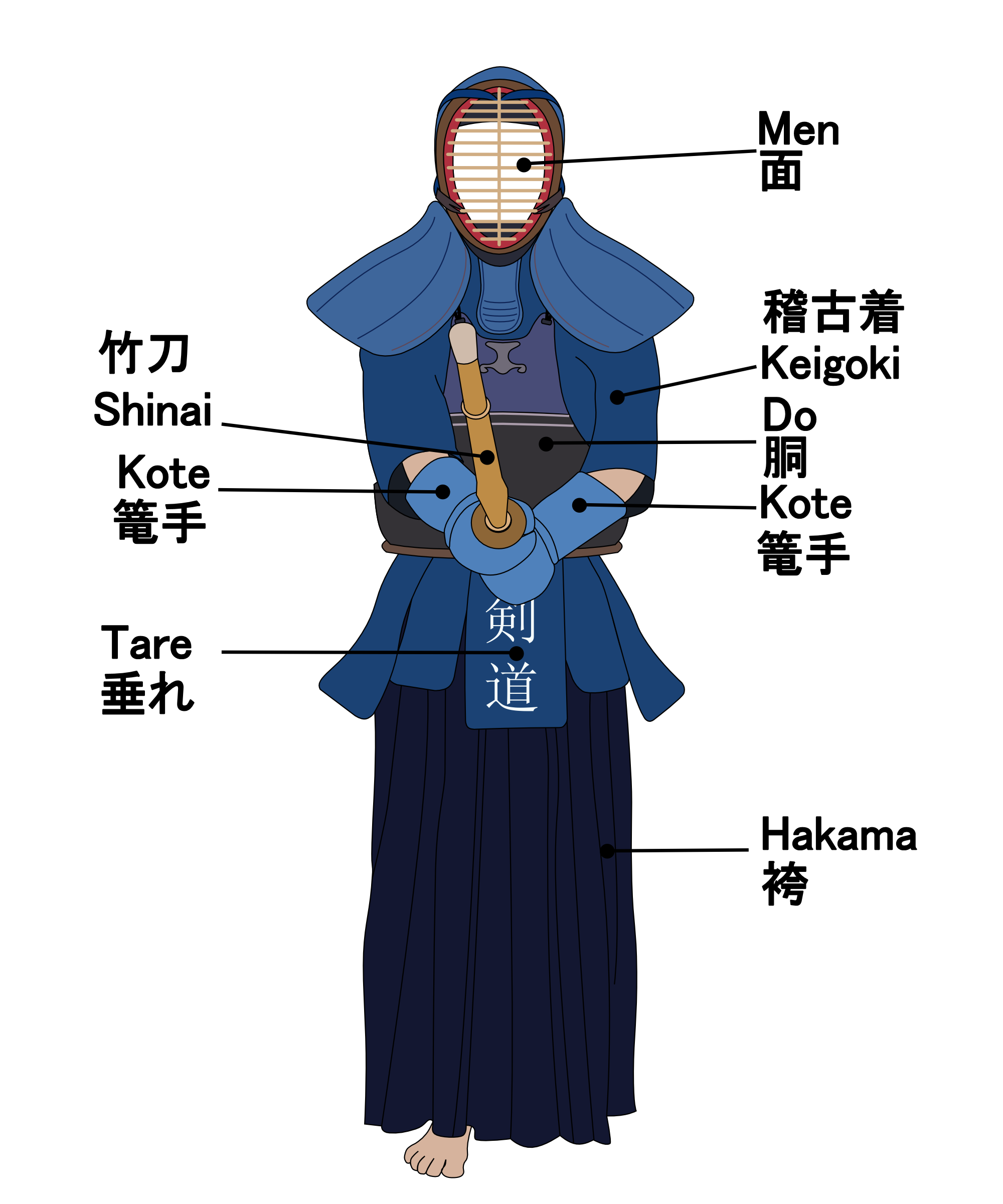
A páncélzat és a ruházat részei

A Kendót a sinait (竹刀; Hepburn: しない) használva gyakorolják. Egy, ritkábban pedig két sinait használnak. A sinai egy gyakorló kard, melyet bambusz rudakból készítenek, ezeket bőrszíjak tartják össze.
A kendókák bokkent/bokutót (fakardokat) is használnak, hogy sokkal formálisabb, összetett gyakorlatokat végezzenek, melyeket katának hívnak.
Védőpáncélt, bógut (防具; Hepburn: ぼうぐ) viselnek, hogy megvédjék a meghatározott célfelületeket a fejen, a karokon és a testen. A fejet a sisakhoz hasonló men (面; Hepburn: めん) védi, az alkart, a csuklót és a kezet a kesztyűk, melyek neve kote (小手; Hepburn: こて), a testet pedig a dó (胴; Hepburn: どう) és a tare (垂れ; Hepburn: たれ).
A ruházat, melyet a bógu alatt viselnek, egy felsőből - kendógi/keikogi - és a hakamából áll – mely egy nadrághoz hasonló ruhadarab széles szárakkal. Egy pamutból készült kendőt, a tenoguit kötik a fejre, a men alá, hogy felszívja az izzadságot, és kényelmesebbé tegye a men viselését. Mint más harcművészetek esetén, a kendokák mezítláb edzenek és küzdenek.

## Fokozatok
A kendó technikák ismeretében való fejlődést a fokozatokban való előrelépéssel mérik. A kyu és dan mérőrendszerét alkalmazzák, hogy megállapítsák valakinek a kendó tudását. A dan szintek só-dan-tól (1) a dzsu-dan-ig (10) terjednek. Általában hat fokozat létezik a só-dan alatt, melyeket kyu-nak neveznek. A kyu számozás visszafelé halad, közvetlenül a sho-dan alatt kezdődően az ikkyu-val (1).
Az Összjapán Kendó Szövetségben többé már nem adományozzák a kyu-dan (9) és ju-dan (10) fokozatokat. Mindazonátal a Nemzetközi Kendó Szövetség szabályai a fokozatkoról megengedik a nemzeti kendó szövetségeknek egy különleges biztosság felállítását, mely megfontolhatja ezen fokozatok odaítélését.
Nincsenek látható különbségek a kendó fokozatok között; a kezdők ugyanolyan öltözéket viselhetnek, mint egy magasabb fokozatú judansa.
A vizsgára jelentkezők a vizsgabizottság előtt jelennek meg. Nagyobb, tapasztaltabb vizsgáztatókból álló bizottság a magasabb dan-fokozatokért folyó vizsgán áll fel.
A kendó vizsga jellemzően a vizsgázó tudásának bemutatásából, és bizonyos dan fokozatok esetén további írásbeli vizsgából áll. A hacsi-dan (8 dan) kendó vizsga különösen nehéz, a vizsgázóknak kevesebb, mint 1%-a kapja meg ezt a fokozatot.

## Kata
10 nihon kendó kata (japán kendó formagyakorlat) létezik. Ezeket fakardokkal mutatják be (bokken/bokutó), a katák alapvető támadási technikákból és ellentámadásokból állnak, és nagy gyakorlati hasznuk van az általános kendóban. Esetenként a katák bemutatásához valódi vagy tompa élű kardokat (kata-jo vagy habiki) használnak.

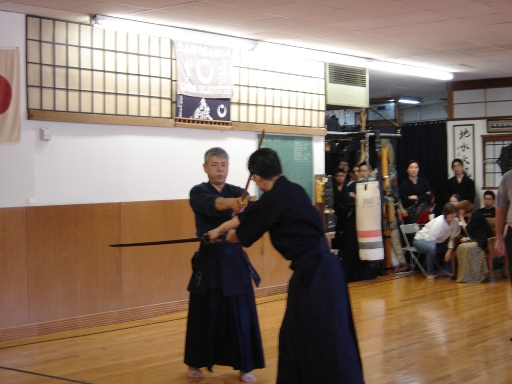
Kendó kata

Az első hét kata bemutatásánál mindkét partner egy daitó vagy tacsi (hosszú kard) fakardot használ, mely kb. 102 cm hosszú. A 8-10 katák esetében az egyik partner egy daitót, a másik egy kodacsi vagy sotó (rövid kard) fakardot használ, mely kb. 55 cm hosszú. A kata gyakorlás esetén a résztvevők az ucsidacsi (tanár) vagy a sidacsi (tanuló) szerepét gyakorolják. Az ucsidacsi teszi meg az első mozdulatot vagy támadást minden katában. Mivel ez a tanító szerep, az ucsidacsi' mindig a 'vesztes' oldal, így lehetővé teszi a sidacsinak a tanulást és az önbizalomszerzést.
A nihon kendo katákat a legjobb kendzsucu iskoláktól erednek, és egyre inkább mélyülnek és fejlődnek. Néhány területen a rendszeres edzésprogramban nem szerepelnek a nihon kendo katák.
2003-ban a Bokuto Ni Yoru Kendo Kihon-waza Keiko-ho bevezetése ennek az űrnek a betöltését hivatott elérni. Ez a gyakorlási forma elsősorban a ni-dan (2 dan) alatti kendókák számára készült, de nagyon hasznos minden kendó tanuló számára.

## Japánon kívül
A Nemzetközi Kendó Szövetség (FIK) 1970-ben alakult, és 2006 decemberében 47. nemzeti/regionális szövetségi tagjukat köszönthették. A Kendó Világbajnokságokat minden harmadik évben rendezik meg egészen 1970 óta.

## A kendó Magyarországon
Hivatalosan 1985. május 8-án jött létre a Magyar Kendó Egyesülés, ami később Magyar Kendó Szövetségre (MKSZ) változtatta a nevét. Az MKSZ 1989-től tagja az Európai Kendó Szövetségnek, 1991-ben a Nemzetközi Kendó Szövetséghez is csatlakozott. A magyarországi kendó története kezdetben szorosan összefüggött a Budapest Főnix Kendo és Iaido Klub történetével. Az 1990-es években a hazai kendó fejlődésére jelentős hatással voltak a JOCV (Japán Külföldi Önkéntes Szolgálat) oktatói: Abe Tetshushi (1964–) és Kamae Masayuki. Kamae mester (6. dan) 1993 és 1996 között vezette az edzéseket a Szegedi Kendó Egyesületben. Nevéhez fűződik az első magyar nyelvű kendókönyv – Kendó segédkönyv (1996) – kiadása. Ismertebb tanítványai: Tráser Tamás (4. dan), Kovács Imre (3. dan), Csala Tibor (5. dan), Sitku Attila (3. dan), Hatvani Lóránt (5. dan).
Jelenleg kb. 500 fő regisztrált tagja van a Magyar Kendó Szövetségnek. A 2009-ben készült, rendkívül népszerű rövidfilm, a 4. dan világszerte ismertté tette a magyar kendót.

### A magyar válogatott eredményei
- 1992 Európa-bajnokság, Barcelona női egyéni 2. hely Németh Andrea
- 1993 Európa-bajnokság, Turku:

női egyéni 2. hely Németh Andrea
- 1994 Világbajnokság, Párizs:

női csapat 2. hely (Németh Andrea, Bozzay Szilvia, Sipos Aranka)
- 1996 Európa-bajnokság, Miskolc:

junior kategória 1. hely Király Norbert, 2. hely Németh Kálmán
- 1997 Világbajnokság, Kyoto:

férfi csapat "B" csoport 1. hely (Bárány Tibor, Erdélyi Gábor, Király Norbert, Habony Árpád, Ilyés Miklós, Kovács Ferenc, Balogh Tibor)
- 1998 Európa-bajnokság, Basel:

férfi egyéni 2. hely Bárány Tibor, 3. hely Erdélyi Gábor
férfi csapat 2. hely (Bárány Tibor, Berg Krisztián, Erdélyi Gábor, Kovács Ferenc, Márkus Csaba, Tóth László, Vadadi Zsolt)
junior egyéni 2. hely Németh Kálmán
- 2000 Világbajnokság, Santa Clara:

női egyéni fighting spirit díj Király Barbara
- 2001 Európa-bajnokság, Bologna:

női egyéni 1. hely Király Barbara,
férfi egyéni 1. hely Erdélyi Gábor
férfi csapat 3. hely (Balogh Tibor, Bárány Tibor, Dubi Sándor, Erdélyi Gábor, Király Norbert, Kovács Ferenc, Vadadi Zsolt)
junior egyéni 1. hely Bognár Szilárd, 3. hely Dubi Attila
- 2002 Európa-bajnokság, Nantes:

férfi egyéni 3. hely Bárány Tibor
férfi csapat 1. hely (Dubi Sándor, Németh Kálmán, Király Norbert, Erdélyi Gábor, Bárány Tibor, Kovács Ferenc, Vadadi Zsolt)
női egyéni 1. hely Király Barbara
női csapat 2 hely (Bozzay Szilvia, Duschel Orsolya, Molnár Éva, Király Barbara, Sipos Aranka)
- 2003 Világbajnokság, Glasgow:

férfi csapat fighting spirit díj Király Norbert
női csapat fighting spirit díj Király Barbara
- 2004 Európa-bajnokság, Budapest:

férfi egyéni fighting spirit díj Erdélyi Gábor
férfi csapat fighting spirit díj Bárány Tibor
női egyéni 1. hely Király Barbara
női csapat 1. hely (Duschel Orsolya, Király Barbara, Sipos Aranka, Molnár Éva, Galanics Veronika, Molnár Eszter)
junior egyéni 3. hely Babos Gábor
- 2005 Európa-bajnokság, Bern:

női egyéni 3. hely Király Barbara, Kovács Kinga
női csapat 2. hely (Király Barbara, Duschel Orsolya, Galanics Veronika, Kovács Kinga)
junior egyéni 1. hely Babos Gábor
- 2006 Világbajnokság, Taipei:

női egyéni fighting spirit díj Sipos Aranka
női csapat fighting spirit díj Király Barbara
- 2007 Európa-bajnokság, Lisszabon:

női egyéni 1. hely Király Barbara
- 2008 Európa-bajnokság, Helsinki:

férfi egyéni 1 hely. Dubi Sándor
női egyéni 3. hely Király Barbara
- 2009 Világbajnokság, San Paolo:

férfi egyéni fighting spirit díj Király Norbert, Babos Gábor
férfi csapat fighting spirit díj Király Norbert
- 2010 Európa-bajnokság, Debrecen:

férfi egyéni 3. hely Dubi Attila, Király Norbert
férfi egyéni fighting spirit díj Dubi Sándor
férfi csapat fighting spirit díj Dubi Sándor
női csapat 3. hely (Király Barbara, Bővíz Marina, Czimbalmos Mercédesz, Kiss Renáta, Kovács Kinga, Kozma Edina)
junior egyéni fighting spirit díj Suba Gergely
junior csapat 2. hely (Zalka Márton, Suba Gergely, Szegőfi Ákos, Horváth László, Tóth Bertalan)
- 2011 Európa-bajnokság, Gdynia:

férfi egyéni 1. hely Dubi Sándor;
férfi egyéni 3. hely Babos Gábor;
férfi egyéni fighting spirit díj Dubi Attila;
férfi csapat 1. hely (Dubi Sándor, Babos Gábor, Dubi Attila, Váradi Ábel, Tóth Balázs);
női egyéni 3. hely Bővíz Marina;
női csapat 2. hely (Bővíz Marina, Czimbalmos Mercédesz, Kiss Renáta, Pénzes Eszter, Kozma-Plecskó Edina).
- 2012 Világbajnokság, Olaszország:[19]

férfi csapat kategória 3. hely, Dubi Sándor fighting spirit díj
- 2013 Európa Bajnokság, Németország:

férfi egyéni kategória: Dubi Sándor 3. helyezés; férfi csapat kategória 3. helyezés (Dubi Sándor, Dubi Attila, Váradi Ábel, Tóth Balázs, Szegőfi Ákos)
női egyéni kategória: Bővíz Marina 3. hely; Női csapat kategória 3. hely (Bővíz Marina, Czimbalmos Mercédesz, Tallós Zsófia, Molnár Eszter, Kocsis Barbara)
junior csapat kategória 3. hely (Komjáti Krisztián, Szemán Bence, Le Hoang Anh); Komjáti Krisztián fighting spirit díj
- 2014 Európa Bajnokság, Franciaország

férfi egyéni kategória: Babos Gábor fighting spirit díj
férfi csapat kategória: Tóth Balázs fighting spirit díj
női egyéni kategória: Bővíz Marina 2. hely
junior csapat kategória: Lukács Marcell fighting spirit díj
- 2015 Világbajnokság, Japán

férfi egyéni kategória: Dubi Sándor fighting spirit díj
férfi csapat kategória: 3. helyezés (Dubi Sándor, Dubi Attila, Babos Gábor, Tóth Balázs, Szegőfi Ákos, Schreiner Dávid); Szegőfi Ákos fighting spirit díj
- 2016 Európa Bajnokság:

junior egyéni kategória: Komjáti Tamás 2. helyezés, Lukács Marcell 3. helyezés
junior csapat kategória: Komjáti Tamás fighting spirit díj, Lukács Marcell fighting spirit díj
- 2017 Európa Bajnokság, Magyarország:

férfi csapat kategória: 3. helyezés (Dubi Attila, Babos Gábor, Komjáti Tamás, Lukács Marcell, Seres Zoltán, Szegőfi Ákos, Tóth Balázs)
női csapat kategória. 3. helyezés (Bővíz Marina, Fodor Ágnes, Horváth Orsolya, Laukó Zsófia, Kocsis Barbara, Szabó Emese)
junior csapat kategória: Dallos András fighting spirit díj
- 2019 Európa Bajnokság, Szerbia

férfi csapat: Babos Gábor fighting spirit díj
férfi egyéni: Babos Gábor 2. helyezés